# Починок (Каменниковское сельское поселение)
Починок — деревня Каменниковского сельского поселения Рыбинского района Ярославской области . 
Починок — самая северная деревня поселения, она расположена на небольшом поле в окружении лесов, на расстоянии около 5 км к северу от центра сельского поселения посёлка Каменники и на расстоянии около 1,5 км от западного берега Каменниковского полуострова. Дорога из Каменников к Починку проходит через посёлок Долгий Мох .
На 1 января 2007 года в деревне Починок не числилось постоянных жителей . Почтовое отделение, расположенное в посёлке Каменники, обслуживает в деревне Починок 6 домов .